# Гемар, Жозеф-Поль
Жозе́ф-Поль Гема́р (фр. Joseph Paul Gaimard; 1796—1858) — французский хирург, естествоиспытатель, ихтиолог и зоолог, член-корреспондент Петербургской академии наук.

## Биография
С 1817 по 1820 год Гемар в качестве хирурга вместе с исследователем Жаном-Рене-Констаном Куа совершил кругосветное путешествие на кораблях «Урания» и «Physicienne», а с 1826 по 1829 год — второе кругосветное путешествие под командованием Жюля Себастьена Сезара Дюмон-Дюрвиля на судне «Астролябия».
С 1835 по 1836 год он был научным руководителем антарктической экспедиции на судне «La Recherche». В 1835 году он посетил Исландию и снова был отправлен туда следующим летом французским правительством; на этот раз в качестве главы миссии. В 1838 году он был руководителем миссии на Шпицберген. 20 декабря 1839 года Гемар был избран членом-корреспондентом Петербургской академии наук.
В честь учёного названы короткомордый кенгуру (Bettongia gaimardi) (Desmarest, 1822), вид креветок Eualus gaimardii (Milne-Edwards, 1837) и вид бокоплавов Byblis gaimardi (Krøyer, 1846).

## Сочинения

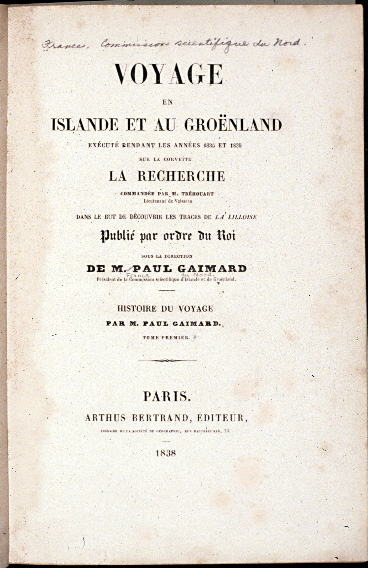
Титульный лист Voyage en Islande et au Groënland

- Louis de Freycinet (Hrsg.): Voyage autour du Monde, entrepris par Ordre du Roi … exécuté sur les corvettes de … l’Uranie et la Physicienne, pendant les années 1817, 1818, 1819 et 1820. Teil 1 und 2: Zoologie. Pillet Aîné, Paris 1824 (mit Quoy)
- Voyage en Islande et au Groënland exécuté pendant les années 1835 et 1836 sur la corvette La Recherche … dans le but de découvrir les traces de La Lilloise, Bertrand, Paris 1838—1852
- Voyage de la corvette l’Astrolabe, exécuté par Ordre du Roi, pendant les annés 1826—1827 — 1828—1829, sous le commandement de M. J. Dumont D’Urville, capitaine de Vaisseau, Tastu, Paris 1830—1834 (mit Dumont D’Urville, Quoy, Boisduval u.a.)